# Ulrich Bunke
Ulrich Bunke (* 25. Dezember 1963 in Berlin) ist ein deutscher Mathematiker.

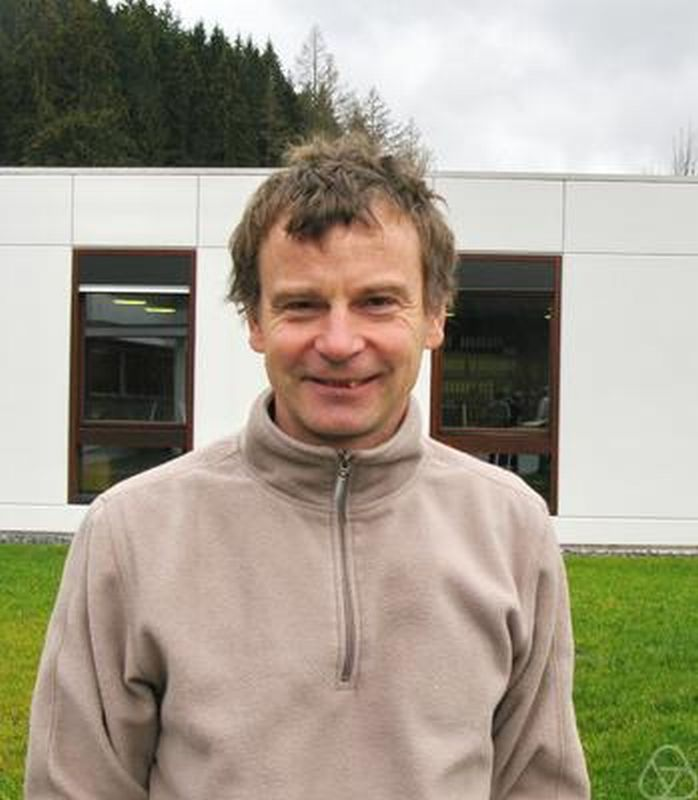
Ulrich Bunke, Oberwolfach 2011

## Leben und Wirken
Bunke ist der Sohn von Helga Königsdorf und Olaf Bunke und Neffe von Tamara Bunke. Er studierte zunächst ab 1982 Physik an der Humboldt-Universität Berlin mit dem Diplom in statistischer Physik bei Werner Ebeling 1989. Er wurde 1991 an der Universität Greifswald bei Jürgen Eichhorn promoviert mit dem Thema Spektraltheorie von Diracoperatoren auf offenen Mannigfaltigkeiten. 1991/92 war er Gastwissenschaftler am Max-Planck-Institut für Mathematik in Bonn. Er habilitierte sich 1995 an der Humboldt-Universität in Berlin mit einer Arbeit über die Verklebeformel der {\displaystyle \eta }-Invariante.
1996 wurde Bunke Professor an der Universität Göttingen; seit 2007 hat er eine Professur an der Universität Regensburg inne. Er ist Sprecher des Graduiertenkollegs „Curvature, Cycles and Cohomology“.
Ulrich Bunke befasst sich mit Differentialgeometrie, Topologie und globaler Analysis.

## Schriften
- On the topological contents of η-invariants, Geom. Top. 21 (2017), 1285–1385.
- (mit Niko Naumann): Secondary invariants for string bordism and topological modular forms. Bull. Sci. Math. 138 (2014), no. 8, 912–970
- (mit Thomas Schick): Smooth K-theory. Astérisque No. 328, 45–135 (2010). ISBN 978-2-85629-289-1
- (mit Thomas Schick): Uniqueness of smooth extensions of generalized cohomology theories. J. Topol. 3 (2010), no. 1, 110–156
- Index theory, eta forms, and Deligne cohomology, Memoirs American Mathematical Society 198 (2009), no. 928. ISBN 978-0-8218-4284-3
- (mit Martin Olbrich): Group cohomology and the singularities of the Selberg zeta function associated to a Kleinian group. Ann. of Math. (2) 149 (1999), no. 2, 627–689.
- (mit Martin Olbrich): Gamma-cohomology and the Selberg zeta function. J. Reine Angew. Math. 467 (1995), 199–219.
- (mit Martin Olbrich): Selberg zeta and theta functions: a differential operator approach, Berlin, Akademie Verlag (1995). ISBN 3-05-501690-4
- On the gluing problem for the η-invariant. J. Differential Geom. 41 (1995), no. 2, 397–448.